# Parc national Patagonia (Chili)
Pour les articles homonymes, voir Patagonia.
Pour l’article homonyme, voir Parc national Patagonia (Argentine).
Le parc national Patagonia est un parc national situé au Chili dans la région d'Aysén.

## Histoire
Dans les années 2000, le parc était une estancia menacée par l'élevage et le déboisement. Douglas Tompkins, fondateur de The North Face, acquiert avec sa femme Kristine le terrain en 2004, et commence à le réhabiliter en cessant l'élevage de bovins et de moutons, et en supprimant les barrières. Peu après la mort accidentelle de Douglas, Kristine décide de céder plus de 400 000 ha (soit 4 000 km2) acquis par l'homme d'affaires américain. L'un des trois parcs bénéficiant de cette donation est le parc Patagonia.
La loi de création du parc paraît au journal officiel en décembre 2018. D'une superficie d'un peu plus de 300 000 ha (soit 3 000 km2), le parc comporte les terrains cédés par la fondation Tompkins, ainsi que d'autres fournis par l'État chilien. Il est géré par la Corporación Nacional Forestal.

## Biodiversité

### Faune

#### Mammifères

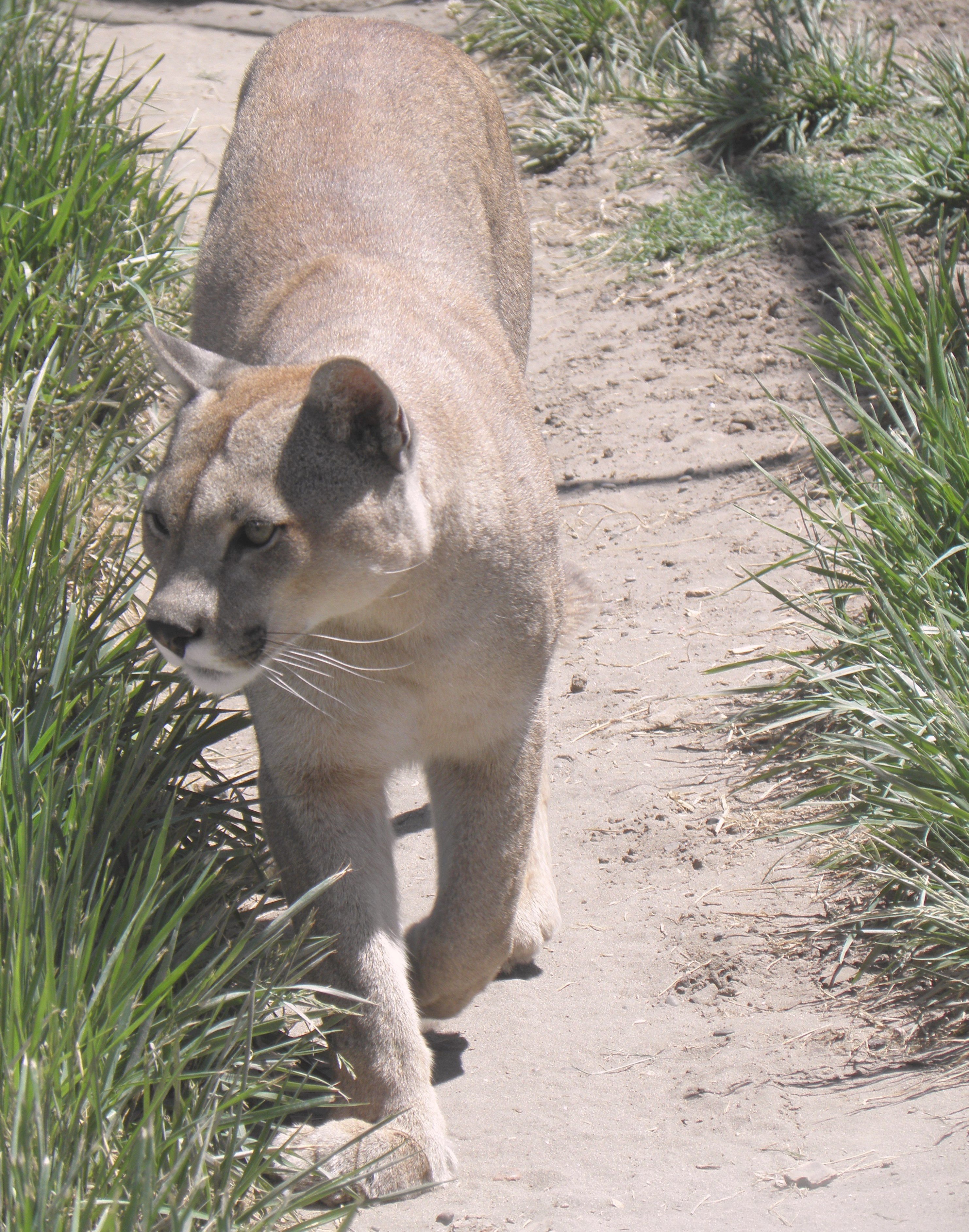
Puma.
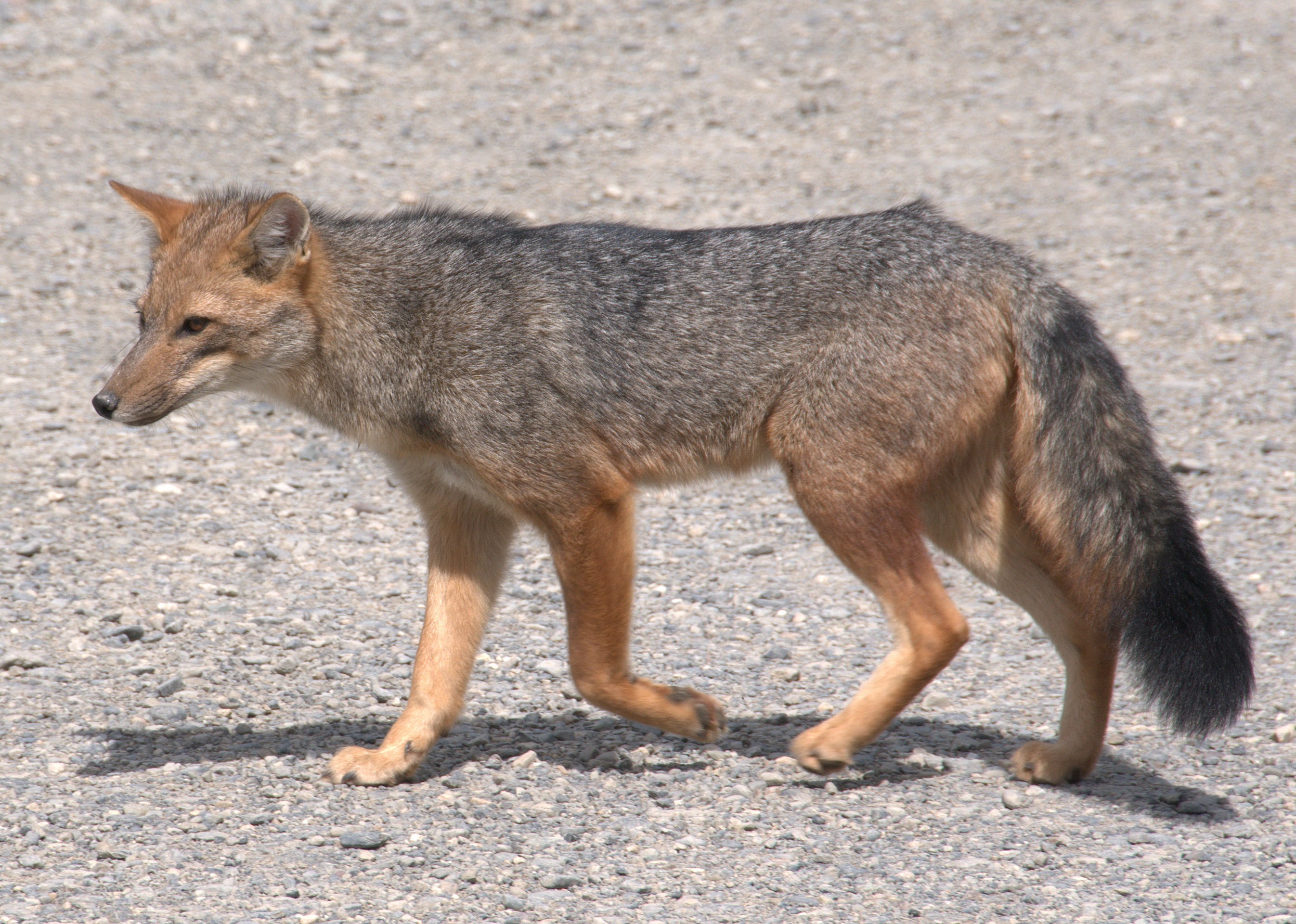
Renard de Magellan.
Renard gris d'Argentine.
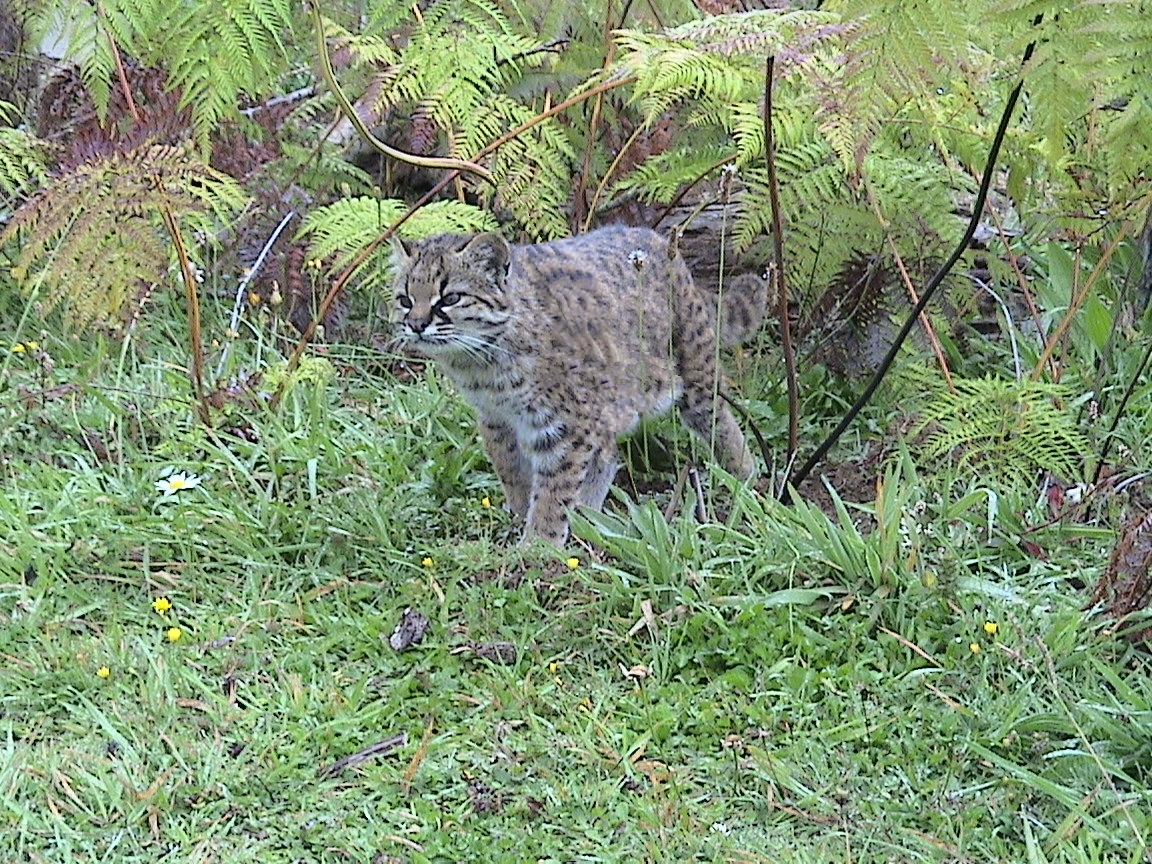
Guigna.
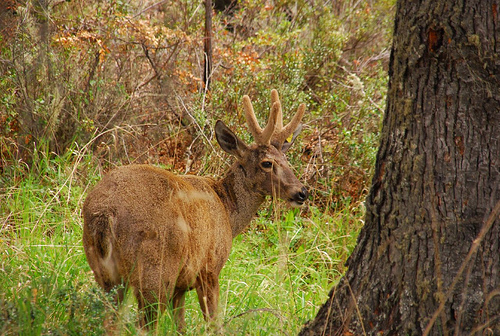
Huemul.
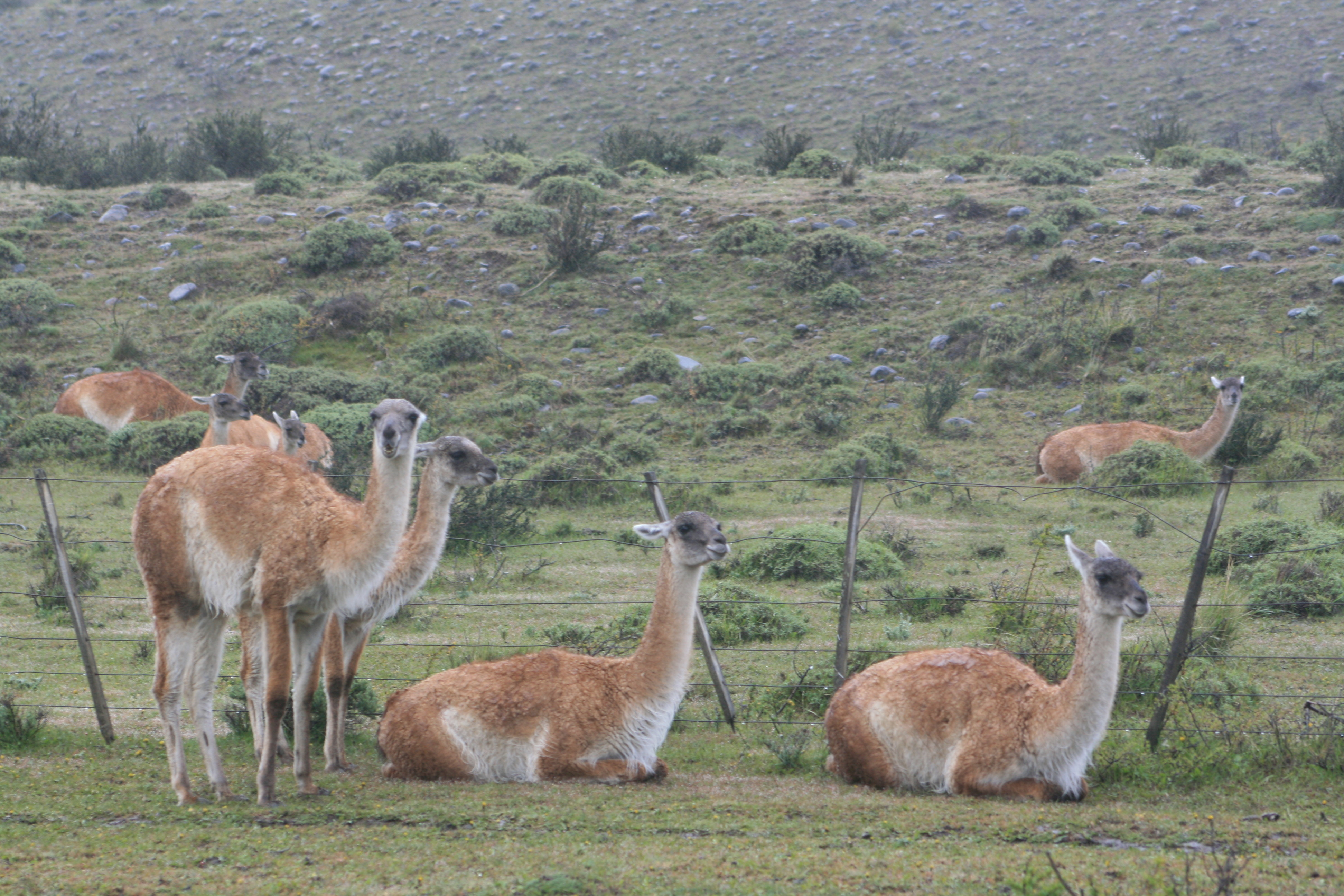
Guanaco.
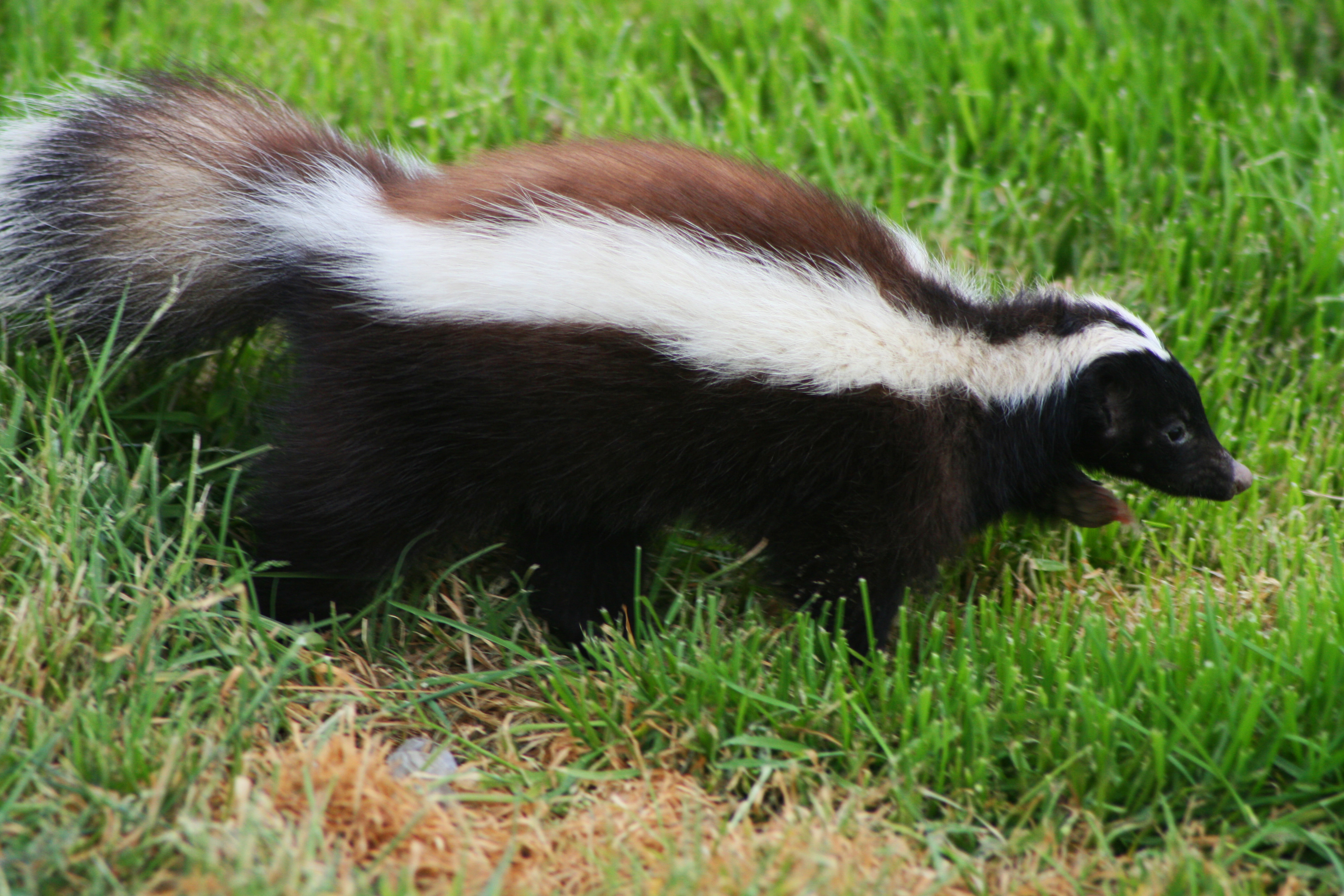
Conepatus humboldtii.

#### Oiseaux

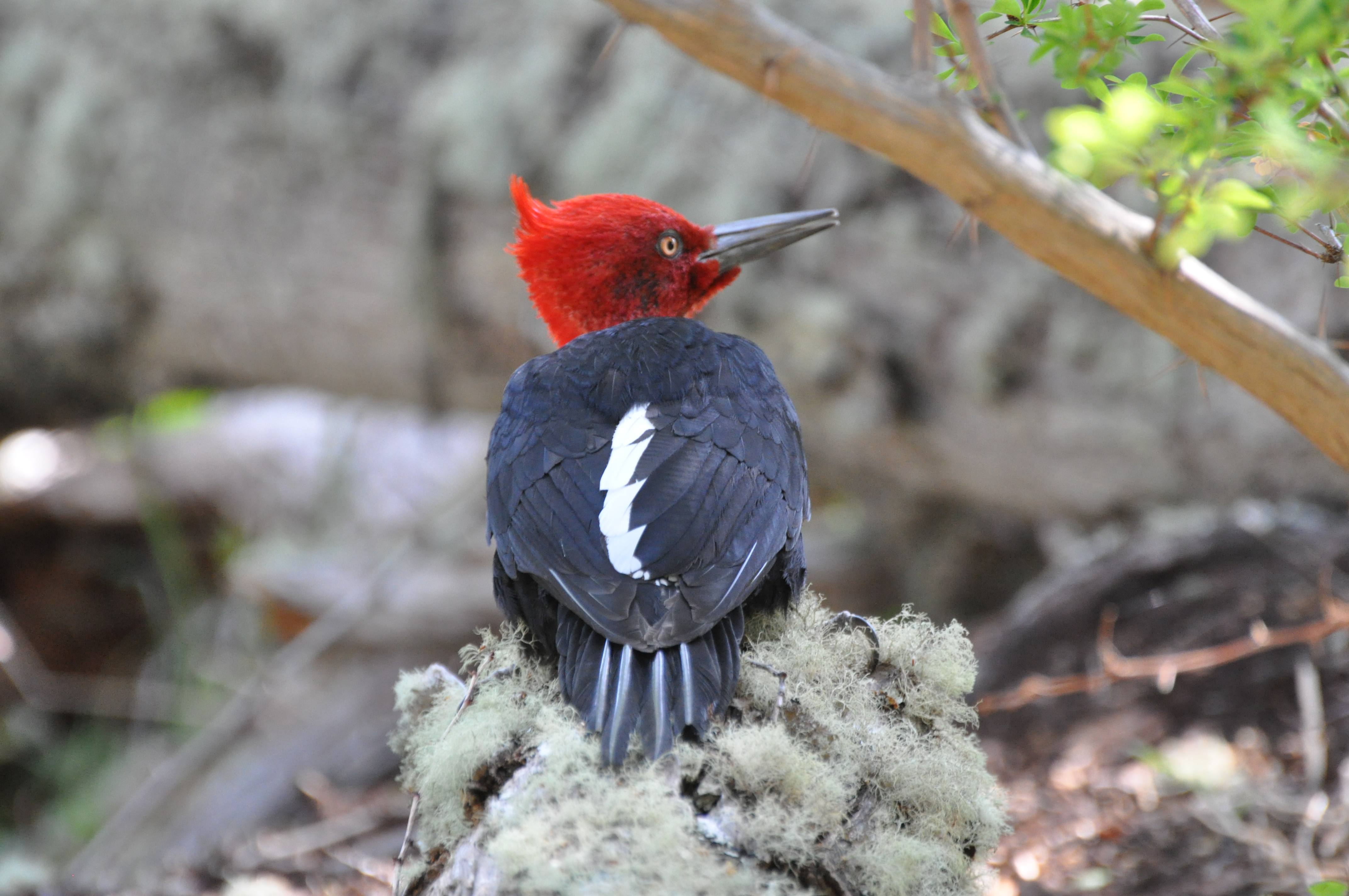
Pic de Magellan.
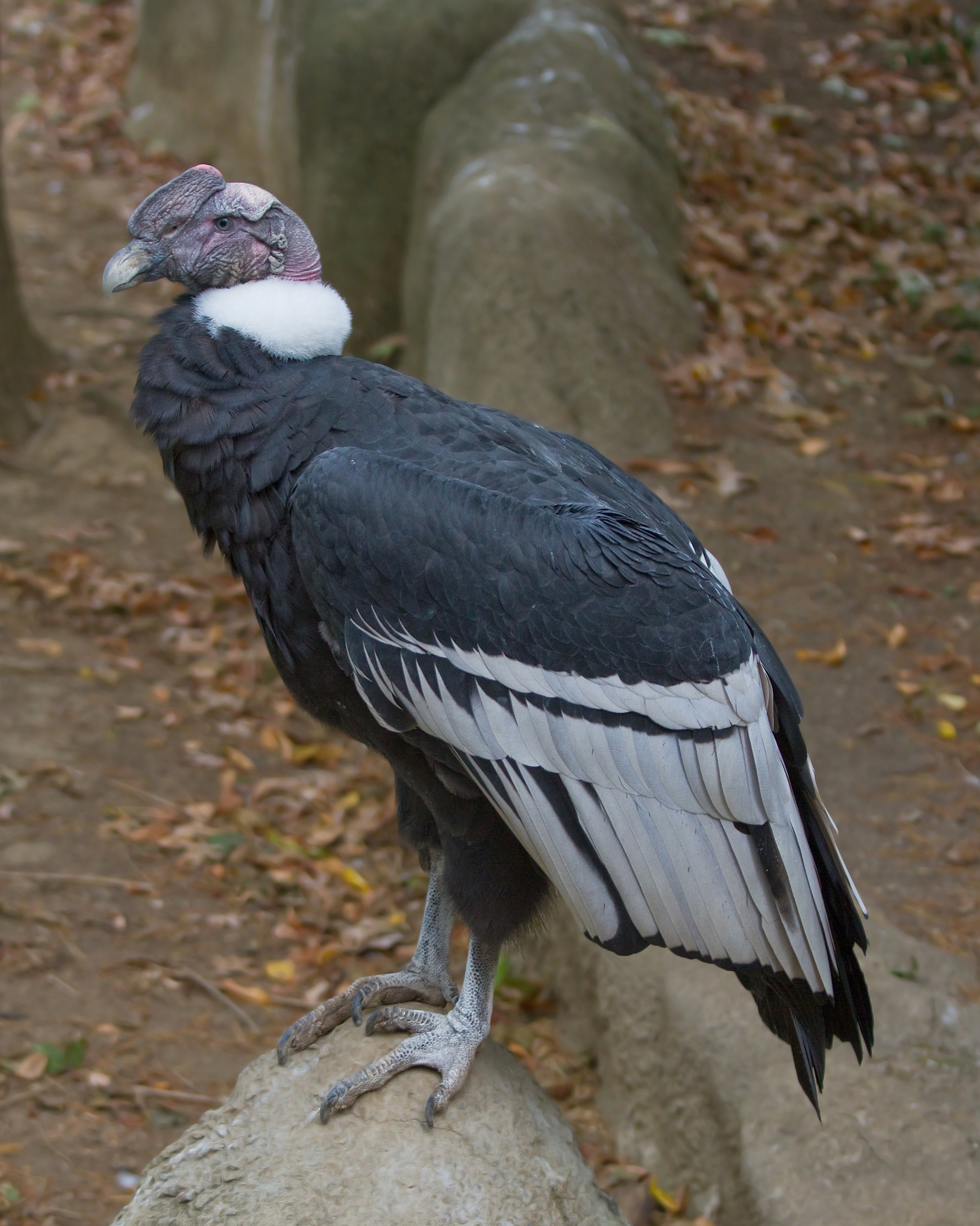
Condor des Andes.
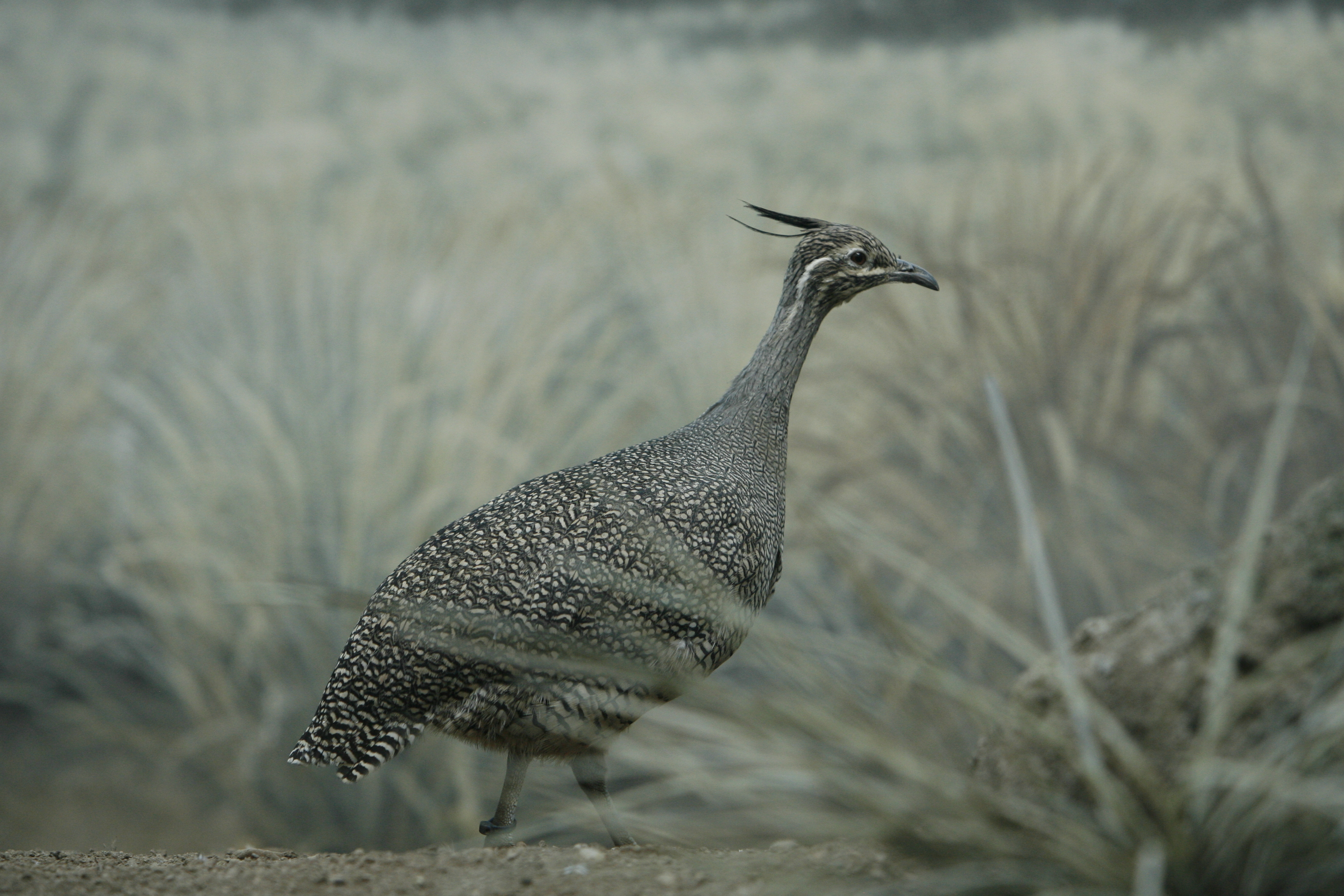
Tinamou élégant.

### Flore

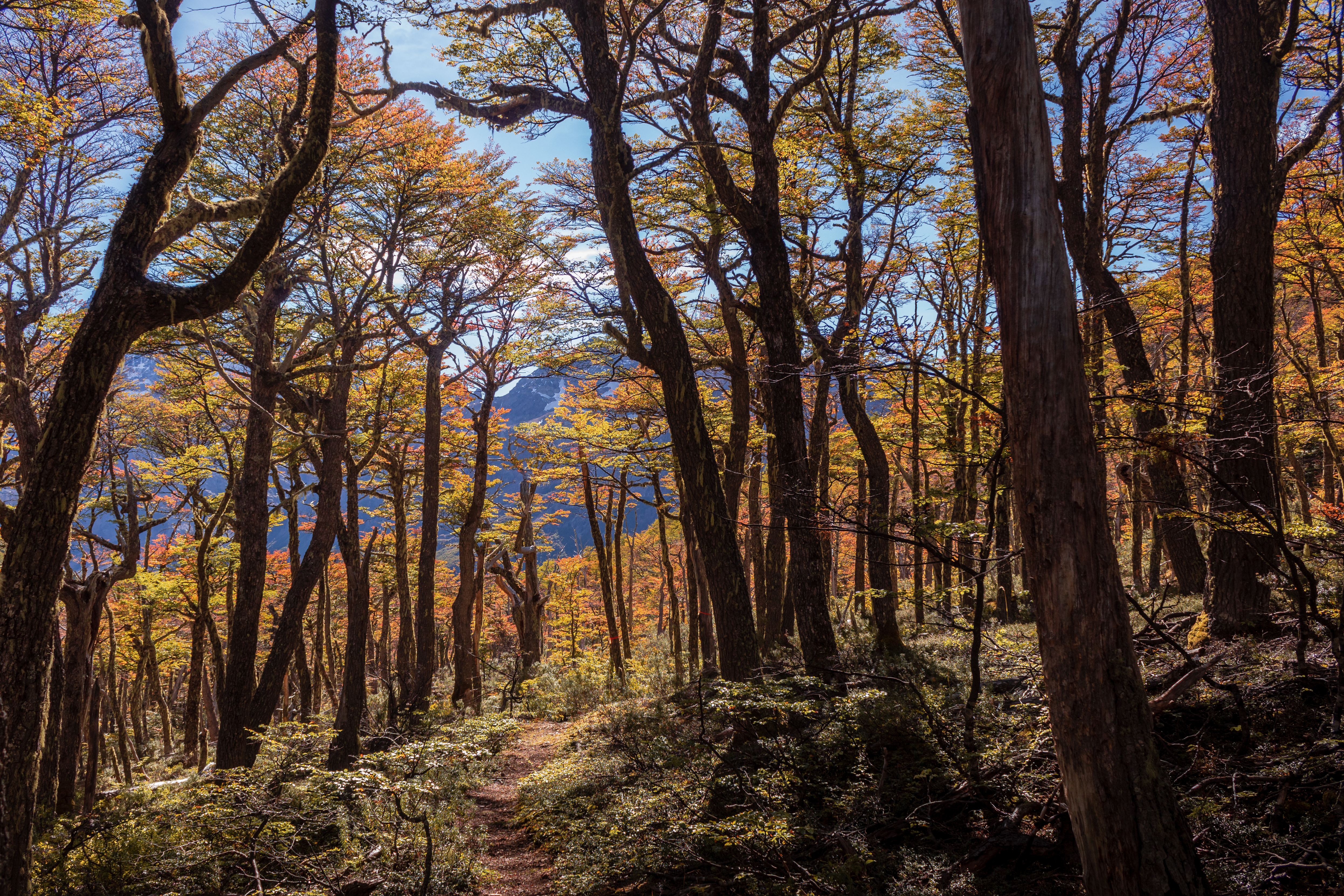
Automne dans le parc national Patagonia. Mars 2019.

La phytogéographie du parc national est variée : subandine à l'est, subantarctique à l'ouest, haute-andine au niveau des sommets.